# Foro romano de Brescia
El foro romano de Brescia fue la plaza principal del centro de la ciudad de Brixia a partir del siglo i a. C. y posteriormente fue completado por Vespasiano. La actual Piazza del Foro sigue el trazado de buena parte de la plaza original, mientras que los restos de la mayor parte de los edificios que daban a ella han salido a la luz en el exterior o en los sótanos de los edificios que rodean actualmente la plaza. Este complejo arqueológico monumental conserva los mayores edificios públicos de época romana del norte de Italia y por este motivo ha sido declarado Patrimonio de la Humanidad por la Unesco, como parte del sitio «centros de poder de los longobardos en Italia».

## Historia

Restos de la basílica civil.

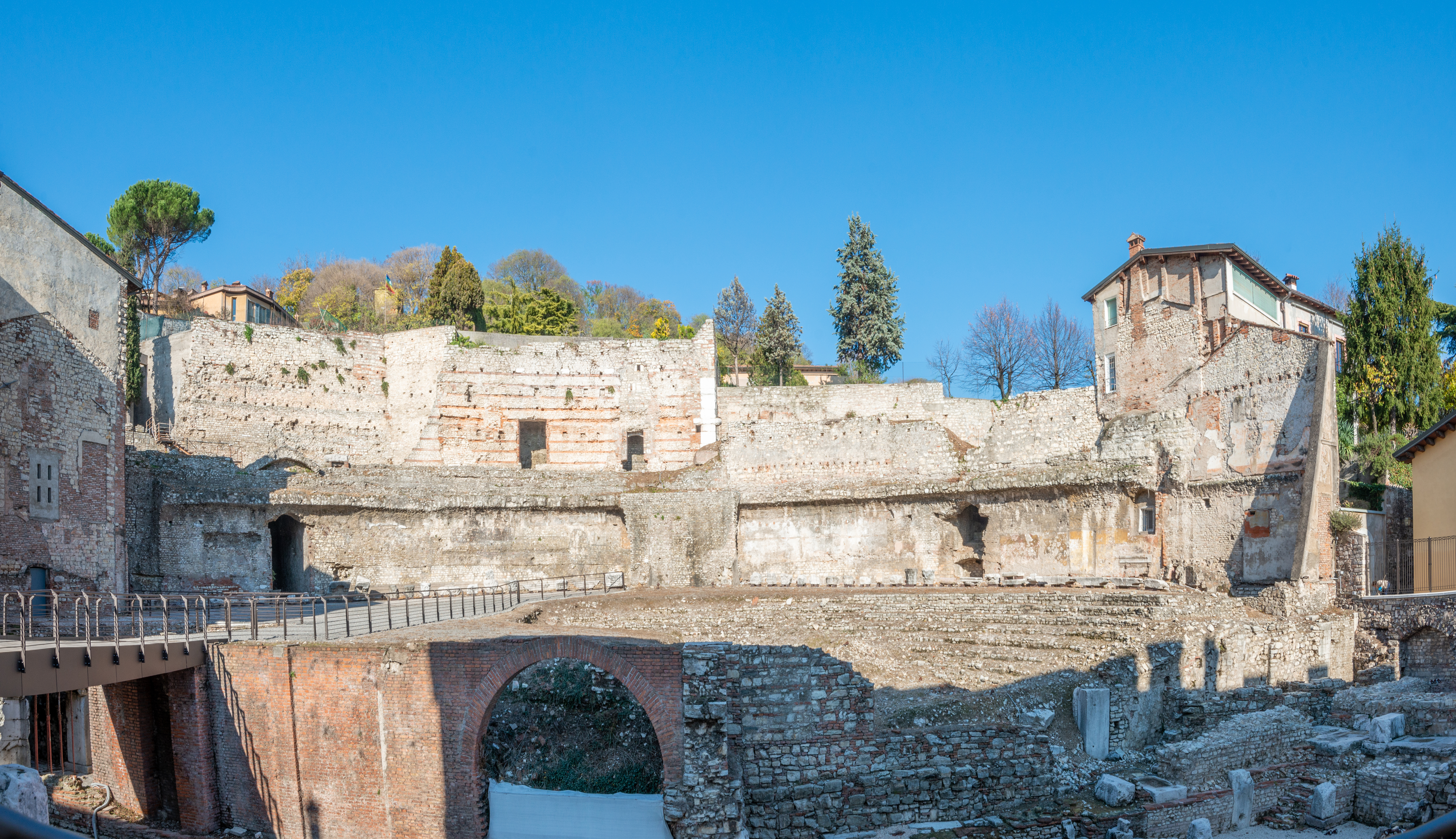
Restos del teatro romano.

El espacio urbano de la plaza ya era frecuentado al menos desde la Edad del Hierro, como demuestran los hallazgos de las excavaciones arqueológicas del Palazzo Martinengo Cesaresco Novarino. Se desconoce, a nivel urbanístico, qué ocupaba la zona antes y durante la dominación por parte de los galos cenómanos de la ciudad, que en la época era probablemente poco más de un pueblo a los pies de la colina Cidneo.
La ciudad pasó a estar bajo el control de la República romana en el 196 a. C., pero con motivo de este evento no se debieron realizar importantes cambios en el diseño de la ciudad, que sin embargo fue reorganizado completamente en la época augustea, en el siglo I a. C. En este momento nació el primer foro de la ciudad, probablemente muy simple, dominado en su frente septentrional por el templo republicano. Durante el siglo I d. C., bajo Vespasiano, la zona conoció una intensa actividad constructiva, que hizo que el foro asumiera su forma definitiva: se demolió el antiguo templo republicano y en su lugar se construyó el monumental Capitolium, mientras que en el lado sur de la plaza se edificó la basílica. Estos dos edificios fueron conectados mediante dos largos pórticos que, delimitando la plaza al este y al oeste, creaban un espacio arquitectónico unitario. En el lado oeste, en el lugar de una antigua domus, se erigió un vasto complejo termal. Al noreste, por su parte, se construyó el teatro. Al concentrar en un solo lugar los edificios más importantes para la sociedad de la época, el foro se convirtió, como en toda ciudad romana, en el centro de la vida económica, social y política de la ciudad.
Tras la caída del Gobierno romano y el inicio de las invasiones bárbaras, el foro perdió relevancia en el contexto de la ciudad y fue ocupado lentamente por nuevos edificios, que con el paso del tiempo redujeron su extensión. La plaza, sin embargo, nunca perdió completamente su papel urbanístico y sigue siendo tangible a nivel de espacio urbano, dejando como testimonio la actual Piazza del Foro.

## Descripción

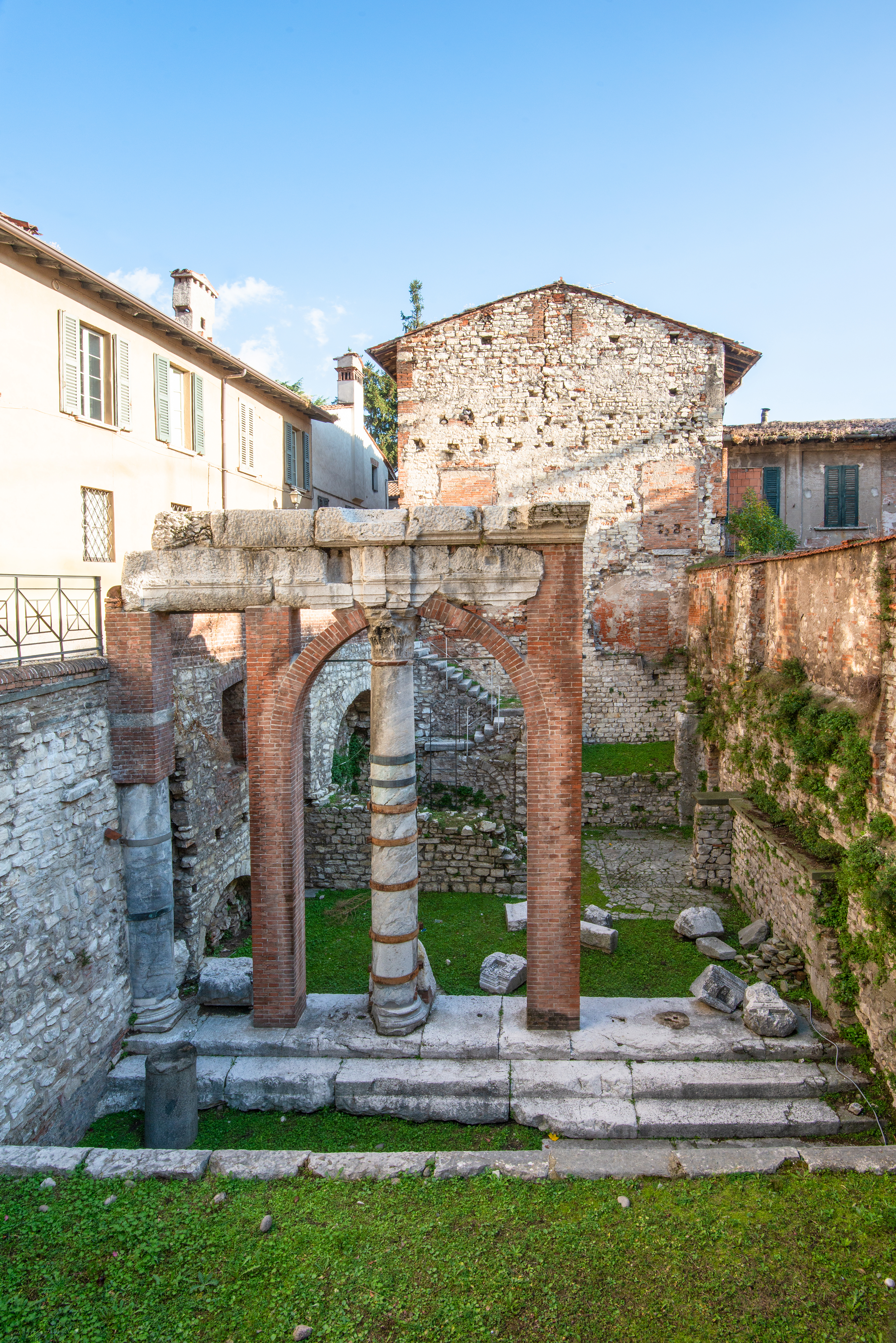
Restos de la columnata oriental del foro.

Como ya se ha dicho, se desconoce la configuración urbana del foro republicano, del cual solo se conoce y se ha conservado parte del templo. Sin embargo, sí es posible reconstruir, gracias a la abundancia de testimonios, las características del foro de época flavia, hecho construir por Vespasiano sobre la planta del precedente. Se trataba de una gran plaza de 40 metros de anchura y 120 metros de longitud, por tanto en proporción 1:3, como el foro de Pompeya.
El lado sur estaba ocupado por la basílica civil, un gran edificio con columnas y tres grandes aberturas, decorado con elementos de piedra. La basílica estaba unida en sus dos extremos a una larga columnata que, en dirección norte-sur, delimitaba el foro en sus dos lados largos. Bajo la columnata había edificios comerciales, ligeramente retranqueados hacia el interior para permitir el paso entre las columnas y los propios edificios. La altura de las columnas halladas hace suponer, además, que estos edificios tuvieran al menos dos plantas. En el frente septentrional, por último, se elevaba el Capitolium en posición monumental, conectado al resto de la plaza de un modo bastante complejo: siguiendo el decumano máximo, la actual Vía dei Musei, que transitaba delante del templo, una vez se llegaba al foro se podía descender una escalinata para bajar al nivel de la plaza, o bien subir otra escalinata para alcanzar el nivel del templo.
Visto desde la plaza, por tanto, el Capitolium estaba precedido por al menos dos tramos de escaleras, separadas por el decumano máximo, que discurría a un nivel intermedio. No obstante, es probable que la segunda escalinata (la que subía desde el decumano hasta el templo) estuviera subdividida en dos tramos, separados por un plano con dos fuentes, de las cuales quizás se han hallado los restos de su mecanismo de funcionamiento. Las dos columnatas de la plaza se cruzaban perpendicularmente con el decumano y, con una solución arquitectónica desconocida, lo atravesaban por arriba para continuar hacia el templo, conectándose a este en su parte posterior después de haber girado en ángulo recto. Al noreste del templo, por último, se encontraba el teatro.
En el lado oeste del foro se desarrollaba un vasto edificio termal, también construido en la época flavia, demoliendo y reutilizando parcialmente una domus precedente de época augustea. No son conocidos, sin embargo, los edificios concretos que se situaban en el lado este de la plaza.